# Klingenbuck (Rangau)
Der Klingenbuck ist eine 368,6 m hohe Erhebung im Landkreis Fürth. Er befindet sich im Rangau in einem Waldgebiet. Der Berg liegt östlich von Weiherhof, südlich von Hiltmannsdorf und westlich von Wachendorf und nordwestlich von Bronnamberg. Westlich findet man den Scheltenberg (378 m) und noch weiter westlich den Kesselberg (396 m). Dazwischen befinden sich mehrere Weiher. Der Berg gehört zum Fränkischen Keuper-Lias-Land, genauer zum Naturraum Cadolzburger Höhenzug mit der Kennziffer 113.32.